# Arhopala dajagaka
Arhopala dajagaka är en fjärilsart som beskrevs av George Thomas Bethune-Baker 1896. Arhopala dajagaka ingår i släktet Arhopala och familjen juvelvingar. Inga underarter finns listade i Catalogue of Life.

## Bildgalleri

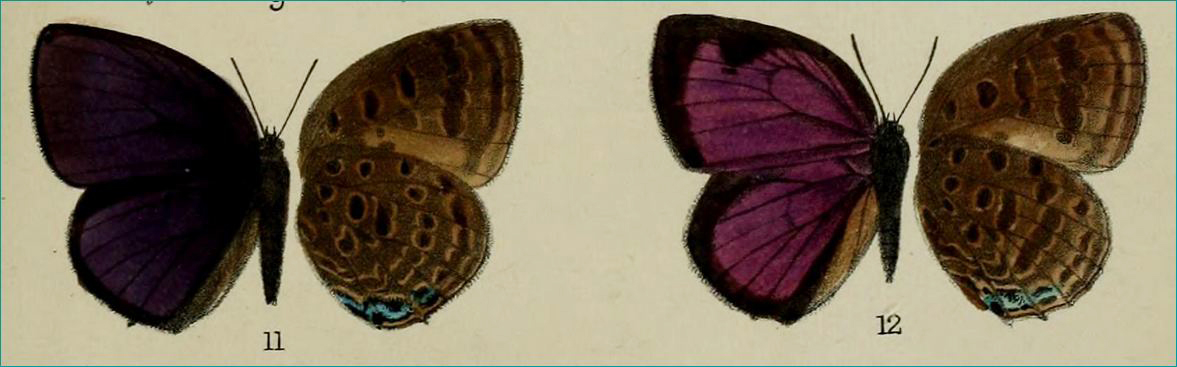